# Ханшуй
Хуншуй (Хандзян) (на китайски: 汉水, 汉江; на пинин: Hànshǔi, Hànjiāng) е река в Източен Китай, в провинции Шънси и Хубей, ляв приток на Яндзъ. Дължината ѝ е 1532 km, а площта на водосборния ѝ басейн – 174 300 km² Река Ханшуй се образува на 573 m н.в. от сливането на двете съставящи я реки Дзюйшуй (лява съставяща) и Бабянхъ (дясна съставяща), извиращи от южните склонове на планината Цинлин. В горното и средно течение е типична планинска река с тясна и дълбока долина и бързо течение, протичаща между югоизточните разклонения на планината Цинлин – хребетите Дабашан (на юг и югозапад) и Дабешан (на североизток). В района на град Гуанхуа излиза от планините и в долното си течение протича през северната част на Равнината на Явдзъ (южната част на Голямата Китайска равнина), като тук по цялото ѝ протежение коритото ѝ е обезопасено с високи водозащитни диги. Влива се отляво в река Яндзъ на 12 m н.в. в центъра на град Ухан. Основни притоци: леви – Баошуй, Сюйшуй, Юшуйхъ, Дзянмухъ, Чихъ, Хунхъ, Сюнхъ, Шухъ, Дзинцянхъ, Дандзян, Байхъ; десни – Мумахъ, Жънхъ, Ланхъ, Байшихъ, Духъ, Нанхъ. Подхранването ѝ е предимно дъждовно, с високо лятно пълноводие в резултат от мусонните дъждове през сезона и зимно маловодие. Средният годишен отток в долното ѝ течение е 1632 m³/s, максималният – 33 500 m³/s. Плавателна е за плитко газещи речни съдове до град Гуанхуа. В долното течение водите ѝ се използват за напояване. В средното ѝ течение над град Дандзян е изграден големият хидровъзел „Дандзянкоу“, водите на който се използват за напояване през сухия зимен сезон, водоснабдяване и производство на електроенергия. По цялото си протежение долината ѝ е гъсто населена, като най-големите селища са градовете: Ханджуй, Синан (в провинция Шънси); Ютсян, Дандзян, Лаохекоу, Жучен, Сянфан, Джунсян, Шаян, Ухан (в провинция Хубуй).